# Knights of the Flaming Circle
Die Knights of the Flaming Circle war eine nationale Organisation in den Vereinigten Staaten, die sich in den 1920er Jahren gegen den Ku-Klux-Klan organisierte. In den 1930er Jahren löste sie sich wieder auf, als der Ku-Klux-Klan an Bedeutung verlor, um im Zuge des Civil Right Movements zurückzukehren.

## Geschichte

### Aktivitäten während der Ära Evans
Die Organisation gründete sich im August 1923 in Kane, Pennsylvania als loser Verbund von Einwanderern, insbesondere italienischer Herkunft, Katholiken und Bootleggern, letztere insbesondere, da der Ku-Klux-Klan die Prohibition befürwortete und gewaltsam durchzusetzen versuchte. Sie breitete sich von Pennsylvania bis nach Ohio und Illinois aus. Der Name basiert auf einer Taktik der Knights, ein brennendes Kreuz mit einem benzingetränkten brennenden Reifen zu löschen (siehe Kontrolliertes Abbrennen). Die Knights imitierten Rituale des Klans und konterkarierten diese.
Ein erster großer Coup gelang ihnen bereits am 15. August 1923, als eine Klan-Eskorte von East Liverpool, Ohio nach Chester, West Virginia Steubenville, Ohio passierte. Als die Abordnung des Klans dort in einem Hotel dinieren wollte, versammelten sich Mitglieder des Flaming Circle vor dem Hotel und attackierten die Versammlung mit Knüppeln, Flaschen und Steinen. Im anschließenden Tumult wurden sechs oder sieben Autos umgeworfen. In Zeitungsberichten war die Rede, das sich an den Krawallen zwischen 2500 und 3000 Personen beteiligt haben. Es kam zu einigen Verletzungen, aber keinen Todesfällen.
Im Mai 1924 konnte der Klan ungestört in Niles demonstrieren. Kurz darauf formierten sich dort die Knights, deren Ortsgruppe dort um die 500 Personen umfasste. Als für Juni eine weitere Parade angekündigt war, reagierten die Knights of the Flaming Circle und verhinderten mit gewaltsamen Protest die zweite Parade. Anschließend versuchte der Klan einen neuen Termin zu finden und meldete seine Demonstration für den 1. November 1924 an. Die Knights of the Flaming Circle kündigten eine Gegendemonstration mit etwa 10.000 Demonstranten an. Der Bürgermeister verbot daraufhin beide Demonstrationen. Anschließend kam es zu einem Bombenanschlag auf das Rathaus. Im Anschluss kam es zu einem 18-stündigen Aufstand, bei dem sich Klan und Knights gegenseitig bekämpften. In der Folge wurde für 10 Tage der Ausnahmezustand verhängt. 104 Personen wurden festgenommen.
In Raton, New Mexico waren beide Organisationen im Wahlkampf für ein Schulkomitee aktiv. Beide Parteien unterstützten je einen Kandidaten und verwendeten ihre jeweiligen Insignien, um die Gegner zu erschrecken: das brennende Kreuz des Klans auf der einen Seite, ein brennender Kreis für die Knights.

### Aktivitäten während der Bürgerrechtsbewegung
In den 1930er Jahren, nachdem die 2. Klanwelle abflachte, lösten sich auch die Knights auf. Während der Bürgerrechtsbewegung, als die dritte Welle des Klans tobte, gab es einzelne Versuche, auch die Knights wiederzubeleben. 
So versuchte Thomas Jordan, ehemaliges Ratsmitglied in Wanaque, New Jersey, die Knights wiederzubeleben. Nachdem er einige Todesdrohungen erhalten hatte, wurde er unter Polizeischutz gestellt.
Am 9. Juni 1970 entzündeten Rev. Herman Mohney und Percy McIntyre in Templeton, Pennsylvania ein Kreuz als Teil einer Knights-Zeremonie. Die beiden behaupteten mehr als 500 Anhänger zu haben, die sich dem Klan entgegenstellen könnten. Es existierten Pläne, sich mit Gewerkschaften zu solidarisieren und sich um Witwen und Arme zu kümmern. Dabei distanzierte sie sich sowohl vom Klan, als auch von Kommunisten und Nazis. Sie verwendete sowohl Rituale des Klans als auch der Knights.